# みなみけ
『みなみけ』 (minami-ke) は、桜場コハルによる日本の短編漫画作品。『週刊ヤングマガジン』（講談社）において2004年14号から隔週ペースで連載中。2019年4月時点で累計発行部数は500万部を突破している。
これまで4期にわたってテレビアニメ化されたほか、ドラマCDやOADなどの展開も行っている。

## 内容
南家の3姉妹、長女・ハルカ、次女・カナ、三女・チアキの家や学校での日々の出来事を中心に描いたショート作品である。本作を端的に表す言葉として、
がある。これに姉妹の友人らとのやり取りが加わり、作品を盛り立てている。作者の桜場コハルは「小学生、中学生、高校生の3姉妹それぞれの友だちが家へ遊びに来て、世代間のズレによる微妙な世界の違いのやりとりを描ければおもしろい」とコメントしている。
一部例外を除いて、ほとんどのエピソードは1話完結で、季節は雑誌掲載時期に従う。作中では季節が何周もしており、さらに特定の日も複数回来ているが
、登場人物全員が初登場時と同じ学年のままである。
作画の特徴は、登場人物の頭身を下げたり描写を単純化するなどのデフォルメではなく、逆にアクセントとして目、唇、顎のラインなどを写実的に描写していることが挙げられる。また後述のように、南姓の人物・内田・フユキ以外のフルネームは明かされておらず、家族構成もほとんどのキャラクターが不明である。

## 連載の経緯
月刊ヤングマガジンでの『今日の5の2』終了後、単行本の好評を受け週刊ヤングマガジンで『みなみけ』連載に至った経緯、連載初期の反応などについては『みなみけ＋今日の5の2 キャラファンBOOK』の初代担当のインタビューに詳しい。
この新連載について作者からは三姉妹が主人公の話が提案され、それについて担当編集者側から出した要望は、姉妹を高校・中学・小学生の3姉妹にすることと、漢字で『南家』だったタイトル案を平仮名に変更することぐらいという。当初は描きだめしており、1話目は地味なものを選んだとのことである。第5話まで毎週掲載したのち、第6話より隔週連載となっている。
2007年10月より第1期のテレビアニメが放送されてから、これまでに第4期まで放送された（詳しくはアニメーションの項を参照）。

## 登場人物
声優は、アニメ版、ドラマCD版ともに共通（ただしドラマCDに未登場の人物は除く）。

### 南家3姉妹
この作品の主人公。なお、作中において3姉妹の名は、姓は漢字、名前はカタカナで表記される場合がほとんどである。
南 春香（みなみ はるか）
声 - 佐藤利奈
南家長女。高校2年生。栗色のロングヘアと巨乳が特徴。
基本的に「ハルカ（ちゃん）」、チアキからは「ハルカ姉様」（ - ねえさま）、藤岡とマコトからは「ハルカさん」、ナツキとヒトミからは「ハルカ先輩」、保坂からは「南ハルカ」と呼ばれている。
南家の家事全般を担っており、南家の母親的存在である。一方、カナに「基本なまけもの」「気の張る相手がいないとどこまでも怠けだす」と評されていて、自宅ではだらしない姿を見せることもある。その一方、怒らせるとかなり怖いらしく、カナとチアキにアイアンクローフロムキッチン対面式なる制裁を科すことがある。
性格はおおらかで、やや天然ボケなところもあり、自身の恋愛には若干疎いが、三姉妹の中では最もモテており、中学時代に多数の男子をふったことがあり、現在でもマコト、保坂に好意を寄せられ、ナツキからも異性として意識されている。地図を正しく読めなかったことがある。
家事のために帰宅部だが、バレーボールでは部の即戦力になるほどの実力を持つ。
周囲の信頼は厚く、高校の友人たちや妹たちの同級生からも慕われている。
カナと同じ中学の出身で、当時は（男子を立て続けにふりまくっていたこともあって）番長と呼ばれていた。ハルカが同中学校の初代番長であり、彼女が番長と呼ばれるようになったがために、同中学校では以降も毎年番長を決める風習ができた。
流行に少し乗り遅れている一面もあり、派手なものを嫌ったり、自意識過剰な面もある。
南 夏奈（みなみ かな）
声 - 井上麻里奈
南家次女。中学2年生。黒髪ロングのツインテールが特徴。コタツから頭だけ出している姿をチアキたちから「コタツの中にクワガタがいる」と表現されたことがある。
基本的に「カナ（ちゃん）」、アキラからは「カナさん」、藤岡からは「南」と呼ばれている。
南家におけるトラブルメーカー的ポジション。単行本第1巻冒頭でのキャラクター紹介で「バカ野郎日本代表」とある。ただし、日常を事件に変える天才策士の一面も持ち、常に自分が「おもしろい」状況を作ることを考えている。
いつでも明るく活発で、悪戯ばかりしていつも周りの人を振り回している。しかし人望もあり、ハルカやチアキの友達とも交流を持ち、彼女の周りにはいつも人の輪が絶えない。
自分自身の恋愛にはハルカ同様に疎く、同じクラスの藤岡から告白（間接的・直接的に）されているが本人は気が付いていない（これは、最初に千秋にあることないことを吹き込まれたためでもある）。
ハルカとは違って料理は上手くなく、また自分の料理の腕の低さを自覚してもいるが、カレーは作れたり、麺類は茹でられるようにはなっている。
ツインテールの髪は現在は肩よりも下まで伸びているが、過去は短かったとされている。
南 千秋（みなみ ちあき）
声 - 茅原実里
南家三女。天秤座生まれ。制服が存在する小学校に通う5年生。クラスは5年2組。
基本的に「チアキ」、タケル・速水・藤岡からは「チアキちゃん」、マコトとシュウイチからは「南」と呼ばれている。また、チアキが自らのアダ名を「姫」と口走ってしまったことから、チアキのクラスメイト達には「姫」も定着してしまった。なお、このように自ら定着させた呼び名であるのにもかかわらず、チアキは「姫」と呼ばれるのを嫌がっている。なお後日カナにも「姫」のことを知られ、カナからは「姫」であることを馬鹿にされていた。ただしハロウィンでは恥じらいながら「お姫様」的なコスプレを希望するなどまんざらでもない様子で、姫と言っても和風ではなく本人は西洋系のつもりでいる。
クールでドライな性格。常に眠たそうに半開きの冷めた眼をしているのはカナ曰く「見たくないものを見ないため」とのこと。また毒舌家で口癖は「バカ野郎」。この他、意地っ張りな面もある。なお、酔うと周りが戸惑うぐらい明るい性格になる。
ハルカのことは尊敬していて、「ハルカ姉様」と呼んで慕っている。一方で、カナのことは呼び捨てであり、しかもよく「バカ野郎」と呼んでいる。カナとはよく喧嘩をする（口喧嘩が多い）。怒った時、（特にカナに対して）手を挙げることもあるが、負かされることも結構ある。
自称「天下無敵のおりこうさん。」非常に頭が良く、博識で、薀蓄を披露する場面もしばしば見られる。弱点を付いた発言で、口喧嘩も強い（理屈を重ねるカナには時々負ける）。この他、同級生達からは、チアキの特技として「アダ名を付けること」が認知されている。また、本人曰くゲームはかなり得意とのこと。だが本作中では「勉強家=メガネ」という定番が根付いているため、家ではずっと勉強をしているわけではない。
反面、間の抜けたところもあり、カナや友人に助けられる場面もある。また幽霊を本気で恐れている描写があるなど、弱点も存在する。さらに運動全般も苦手で、未だに泳げない。
食べ物の嗜好は、お菓子や炭酸飲料や揚げ物が好きで、ニンジンやピーマンなどの緑黄色野菜の類は苦手。
性的な情報を姉達にシャットアウトされているため、そのような知識には疎かったりする。他人と比べられたりして体（胸）が未発達であることを指摘されると、恥じらう場面も見受けられる。

### 3姉妹の親族他
原作・アニメとも、3姉妹の両親は一切登場していない。また家計の悩みは多少あるものの、経済的に不安定な様子もなく、その背景は謎に包まれている。なお、ハルカとの会話から、チアキは父親を覚えていないことが窺える。
タケル
声 - 浅沼晋太郎
黒髪のさらさらヘアの男性。タケルによれば、彼がペンを立てて手を離した時それが倒れた方向になぜか探し物があるということが起こりがちで、実際にチアキの探し物がある方向にペンが倒れていた。これには仕掛けはないとのことで、占いのようなものであるらしい。
南家3姉妹の親戚。チアキに「正月に1万円くれるおじさん」と呼ばれて以来、3姉妹からは「タケルおじさん」（カナとチアキはタケルと呼ぶことが多い）と呼ばれているがまだ20代。また、南家3姉妹の母親の姉の息子であり、叔父でなく従兄である。
なにかと3姉妹を気にかけており、南家に頻繁に出入りしている藤岡を警戒するなど、保護者然としているが、元彼女のレイコさんとの未練を断ち切れず、それを愚痴りに南家を訪れるなど頼りない面もある。
ハルカからは頼れる親族として扱われてはいるが、ハルカも含め南家姉妹一同から、どのような血縁関係の人物か忘れられていた。
作中のキャラクターで唯一目元のしわなどの老化が見られる。彼女のレイコさんとは初登場回で別れたはずだが、その後も原作、ドラマCDなどで何度も名前が出てくる。
なお、原作の単行本中でタケルは方向音痴で、自身では地図を正確に読めないであろうことをうかがわせるエピソードがある。そしてテレビアニメ第3期の『みなみけ おかえり』のDVD第1巻付属のブックレットのタケルの項目には、「方向音痴で地図が読めない」と明記されている。
ふじおか
『みなみけ』のマスコット的な存在となっているクマのぬいぐるみ。チアキが、ふじおかに「アラスカ出身」の「熊」という設定を与えた。しかし、カナには「鮭も捕れなさそうな顔」と言われた。
このふじおかは、チアキがクリスマスプレゼントに藤岡からもらったテディベアである。このことからカナが「ふじおか」と命名した。ただし、チアキ本人は、藤岡からではなく、サンタさんからのプレゼントだと信じている。
チアキは相当気に入っているようで自宅では身の回りに置いている。しかしチアキによって海にまで持っていかれてしまったり、果てはカナに向けて投げつけられたり叩きつけられたりするなど、意外とぞんざいにも扱われている。さらに、後にトウマによってふじおかと同じ形のぬいぐるみが作られた時はチアキに本物と間違えられ、本物のふじおかが捨て置かれる事態になったこともある。
なお、テレビアニメ第1期の第9話『三姉妹日和』において、ハルカがこのふじおかと同じ顔のクマの絵がついたコースターを転がして暇をつぶすシーンがあるが、そのコースターには「Alaskan Fighter」と書かれていた。

### もう1つの南家
原作第40話（単行本では第3巻）から登場。上記の南家と同じ姓を持つもう1つの南一家。季節を含んだ名前、両親が家にいないなど2つの南家には共通する点がある。しかし、親戚ではない。この2つの南家は、トウマとチアキの出会いがきっかけで交流を深めてゆく。しかし長男のハルオのみは、上記の南家の面々との面識がない。なお、テレビアニメ第2期の『みなみけ〜おかわり〜』ではトウマ以外登場していない。
南 冬馬（みなみ とうま）
声 - 水樹奈々
4月生まれ。末っ子で、3人の兄がいる。なお、チアキと同じ小学校に通う5年生だが、チアキとはクラスが違い、5年1組である。
基本的に「トウマ」と呼ばれている。
女子であるが、一人称は「オレ」を使う。しかも、初対面の人間の多くが男の子だと勘違いしてしまう程ボーイッシュな外見である。その上、チアキには冬は秋の後に来るものなのだから「冬（トウマ）は秋（チアキ）についてこい」などと言いくるめられ、チアキの弟分にされてしまった。しかし、トウマの胸を直接見たカナ曰く「チアキよりは女」であるらしい。
サッカー好きがきっかけで藤岡と仲が良くなったが、自分が女だとバレると関係が崩れるのではないかと危惧し、本当の性別を教えていない。藤岡以外には性別を隠しているわけではないが、例えばアツコのようにトウマを男と誤解したままになっている人物も何人かいる。勉強は得意ではないようで、長期休暇の宿題やテスト前の勉強になるとチアキや吉野に頼る。
工作は得意とトウマ自身が述べており、実際に座布団を材料にふじおかそっくりのぬいぐるみを作ったり、メイド服を始めとして様々な衣装を仕立てることができる。
南 アキラ（みなみ アキラ）
声 - 葉山達也
三男。中学1年生。気弱な性格。
基本的に「アキラ」と呼ばれている。
実際はチアキとトウマの繋がりでカナと親しくなったのだが、何も知らなかったアキラが「カナが好みのタイプだ」と口走ったことも手伝って、藤岡にはカナとの関係を誤解され、藤岡に嫉妬された。さらに藤岡が番長であるとカナから説明を受けたことから、藤岡のことを恐れていた。このため、女装することで別人になりすまして藤岡の目を逃れたこともある。
しかし、話数が進むにつれてこの藤岡との関係にも変化が見られ、先述のような当初の誤解は重視されなくなり、藤岡のことは恐れながらも電話でやり取りし、助言を与える仲になっている。なお、誤解が解消されたのかどうかの説明は無い。
南 ナツキ（みなみ ナツキ）
声 - 吉野裕行
次男。高校1年生。
基本的に「ナツキ」、ハルカからは、「ナツキくん」と呼ばれている。
以前は硬派なやんちゃだったが、保坂に勧誘されてバレーボール部へ入部し、少し丸くなった。しかし、家の炊事を理由にめったに練習には出ていない。バレーボール部繋がりで、マキやアツコとも面識がある。融通の利かないところがあり、自然に笑うこともできない。女子を未知の生物のように思っており、免疫も備えていない。アキラ同様、南家と交流を持っていて、特にハルカに対しては何かしら思う物を持っている模様。
なお、出身中学はハルカと同じであり、この中学時代にナツキが手も足も出なかった人物が、同校の2代目の番長とされている。
南 ハルオ（みなみ ハルオ）
声 - 川田紳司
長男。4人の中で唯一眼鏡をかけている。ナツキよりも年上であることが判明しているのみで、正確な年齢や職業などは不明である。
トウマには「バカ」だと評されている。トウマのためと色々と思案を巡らすが大体がズレており、逆にトウマからは煙たがられている。
単行本第19巻までは兄弟の中で唯一ハルオだけ3姉妹との面識が無かったが、第20巻に収録の第367話でチアキと対面する。また、家族以外の他のキャラクターとの交流も作中では描かれていない。
ハルオが初めて登場したのは第49話（2006年発行の単行本第3巻収録）だが、当時ハルオという名前は明かされていなかった。2006年発行の公式ファンブック『みなみけ＋今日の5の2 キャラファンBOOK』（p.26）でも、長男「南？？？」となっていた。その後の『みなみけ おかえり おふぃしゃるふぁんぶっく』（p.29）では「長兄」となっていた。さらに、テレビアニメ第1期、第2期、第3期が放送された当時にも名前が明かされておらず、アニメのスタッフロールでは「長男」と記述されていた。ハルオという名前だと明らかになったのは、『週刊ヤングマガジン』2009年30号に掲載された第129話（単行本第7巻収録）においてであり、当時のアニメに出演した声優たちの間ではすでに「ハルオ」と呼ばれていた。なお、同音異句の歌手との関連は特に無い。

### 高校生
以下の人物は、全員ハルカと同じ高校に通っている。

#### 3年生
保坂（ほさか）
声 - 小野大輔
男子バレーボール部部長。
速水からは「保坂」、ナツキ・マキ・アツコからは「保坂先輩」、チアキからは「カレーの妖精」と呼ばれている。
背が高くイケメンで、筋肉質でガタイの良いスポーツマン。面倒見も良いゆえ、後輩からは慕われている。しかしキザな上に妄想癖が激しく、すぐ自分の世界に入ったり、独り言を言ったりと、周りが見えなくなる。このため、マキからは「きもちわるい」と敬遠され、周囲の女子からも「変」だと評されている。
ハルカのことが好きで度々ハルカとの妄想にふける（ただし、ハルカとは会話もしたことはない）。ハルカの妹2人をハルカの娘だと思い込んでおり、妄想に出てくるカナやチアキは、実際のカナやチアキよりも幼い。アニメではこの妄想の中で自身はハルカの夫、カナやチアキの父親である。
また、ハルカの影響を受けて料理をするようになり、イタリアン弁当や蕎麦作りや本場カレーなど（意図せずに）本格的なメニューを披露している。常に2人分（自分+ハルカ）の弁当を作ってきているが、いつも渡せず2人分の弁当を食べている。
なお、この「料理をする男」というアイディアは、桜場コハルによれば、自分で作った料理を差し入れとして持ってきてくれる2006年時点の桜場コハルの担当者が元になっているとのこと。
アニメではシリーズを通して原作より大幅に出番が増え、また妄想癖も、妄想が昂るとなぜかシャツのボタンを外しだし、その肉体を露わにしたり、ハルカのために雪山で蕎麦を打ったり、買い物に行って自作のカレーの歌を口ずさんだりと非常にオーバーなものになっており、原作とのギャップが激しいキャラクターとなっている。1期では、会話の最後に弦楽セレナーデのハーモニカアレンジがバックに流れることが多い。テレビアニメ第2期の『みなみけ〜おかわり〜』ではスチール缶を握りつぶす程の握力をみせている。なお、アニメ最終回では主に彼が締めくくっている。
テレビアニメ版『今日の5の2』では、彼がアニメで見せた奇行が話のネタとして出てくる。
速水（はやみ）
声 - 千葉紗子
女子バレーボール部の部長であり、同部に所属するマキやアツコの先輩に当たる。このため基本的に「速水先輩」と呼ばれている。なお、同級生の保坂からは「速水」と呼ばれている。またカナからも「速水」と呼ばれたことがある。
ハルカの運動能力に目をつけ、バレーボール部に入部させようと画策する。カナ同様「おもしろいこと」が好きで、「おもしろいこと」に直面すると普段は細い目が一瞬だけ開眼し、口元が緩む。面白いことのためには手間も出費も惜しまないが、損するのは嫌でそんな行動が裏目に出ると暴挙に出ることも。輸入品のジュースや愉快な黄金色の飲み物が大好きで、実際南家などに大量に持ち込み、飲ませたり、飲まれたりしている（なお、カナだけはこの被害を逃れている）。なお、本人曰く、「未成年はアルコールはダメだぞ」とのこと。
大概の人から敬遠される保坂と普通に接する数少ない人物でもある。むしろ保坂に対するツッコミには容赦が無く、ツッコミの時に叩いたときは手首のスナップが効いているらしい。アツコ以上の長身とスタイルの持ち主。

#### 2年生
アツコ
声 - 小野涼子
ハルカのクラスメイト。女子バレーボール部に所属している。なお、マキとは同じ中学校の出身である。
基本的に「アツコ」と呼ばれている。
人一倍恋愛にうるさいマキに「小細工は必要ない」と言わせる、長身と良好なスタイルの持ち主。自己主張が苦手で、自分の言った正論が聞き流されることもしばしば。
最近、胸がさらに大きくなっており、アニメではマキに「ずるい」と言われている。
保坂のことを格好いい（かもしれない）と感じている数少ない人物。ただし保坂の奇抜な行動にはたびたび困惑させられている。
マキ
声 - 高木礼子
ハルカのクラスメイト。女子バレーボール部に所属している。アツコとは同じ中学校出身である。カナとも仲が良い。
基本的に「マキ」、カナからは「マキちゃん」と呼ばれている。なお、小柄で背が低いため、マコちゃん（マコト）に「チビ」呼ばわりされたこともある。
保坂を「きもちわるい」と警戒しており、しかも「好き嫌い以前の問題」とも言っている。保坂がハルカに好意を持って近づこうとするのを「気持ち悪い魔の手」と表現し、その「魔の手」からハルカを守ることを決意した。以降、保坂がハルカに近づこうとするのを妨害する行動を取っている。

#### 1年生
ヒトミ
声 - 齋藤彩夏
性別は女子。
作中に登場する高校生達からは「ヒトミ」、カナからは「ヒトミちゃん」と呼ばれている。
南ナツキのクラスメイト。ナツキとは親しく、彼の目を見るだけで考えていることが読める。しかし、読む内容は具体的で正確だが断片的であり、また周囲の状況にも鈍感なため、その後の行動は誤りがち。ナツキに気があるようで、大人っぽく振舞おうとしたり、「遠まわしな愛の告白」をしたり、ナツキにデートに誘われたと勘違いして南家に自慢しに行ったりしている。さらにアニメ版ではナツキに告白される（叩かれる）想像までしていた。
なお、ハルカとは同じ中学校出身で、初登場時（第103話、単行本第6巻収録）からハルカと面識があり、さらに、中学時代に藤岡とも知り合っていて、かつ結構気が合う。この他、出会った経緯は説明されていないが、初登場時からすでにマキとも面識があった。

### 中学生
以下の人物は、全員カナと同じ中学校に通っている。

#### 2年生（中学）
ケイコ
声 - 後藤沙緒里
カナの友達の女子で、クラスメイトでもある。裸眼視力が低く、通常は眼鏡を使用している。しかし、2012年10月5日発売の「みなみけ」第10巻に付いていた『みなみけ おまたせ』の第3話「気まぐれ」の劇中にコンタクトレンズを試している場面もあったが、慣れていないせいか痛かったようで、「もう外そうかな」と言っていた。
基本的に「ケイコ」、ミユキからは「ケイコちゃん」と呼ばれている。
博識で、テストで常に100点を取る優等生である。ホラーは苦手。また、空気も読め、事情を察するのもうまいため、妙に気を遣う立ち位置である。だが控えめな性格で引っ込んでいることもしばしばで、カナやリコの言動に振り回されることもままある。ヒロコが登場するまでは、藤岡がカナに片想いしていることと、リコが藤岡に片想いしていることの両方を知る唯一の人物だった。
藤岡（ふじおか）
声 - 柿原徹也
カナのクラスメイトの男子で、サッカー部のレギュラー。
基本的に「藤岡（くん）」、アキラとマコトからは「藤岡さん」と呼ばれている。
誠実な好青年で女子からもモテるが、恋愛には奥手。カナに片想いしており告白もしたが、結局気付かれていない。
南家3姉妹全員にクリスマスプレゼントを渡したりと、カナだけでなく南家全員との親交も深くなっている。雰囲気がハルカ達の父親とよく似ているらしく、彼の膝の上もしくは足の間は藤岡を慕うチアキのお気に入りの席となっている。
トウマとも南家を通じて親しくなるが、カナが「うちの弟になった」としか説明しなかった上に、トウマは藤岡に自分が女であることを隠していることもあって、トウマを男だと勘違いしている。
ミユキ
声 - 南條愛乃
カナのクラスメイトの女子。カナによれば、ミユキの身長はチアキぐらいだとのこと。
カナとケイコからは「ミユキ」と呼ばれている。
勉強の成績はあまりよくないが頑張れば出来る子。写真撮影に凝ったこともあった。
リコ
声 - 高梁碧
口元のホクロと長い黒髪が特徴の女子。また、最近、自身の胸が大きくなったことを喜んでいる。なお、天秤座生まれである。ちなみに、カナによれば、リコは占いが好きであるとのこと。
基本的に「リコ」と呼ばれているものの、ミユキからは「リコちゃん」と呼ばれている。
藤岡に片想いしており、カナは恋敵に当たる。このためカナへのライバル心からしばしば張り合うことはあるが、「カナと仲良くすれば藤岡君と話すチャンスが増えるから」と積極的に接することも多い。またケイコとは、カナと藤岡との関係を聞き出すうちに親しくなり、よく一緒に行動している。なお、ケイコほどではないものの勉強ができて成績も良く、それに対してあまり勉強のできない藤岡に勉強を教える機会を得るため、元々良い成績を上位に保つ努力をしている。
その他の生徒
カナのクラスには柔道部と剣道部のエースがいる（声 - 児玉明日美）。2人ともテストの成績はカナより低く、50点に届かない程度。原作ではカナの策略により3人で「カナ軍団」（リコ曰く「バカ軍団」）を結成する。ただし、テレビアニメ第2期の『みなみけ〜おかわり〜』ではカナ軍団の構成員は異なっている。

#### 3年生（中学）
ヒロコ
声 - 千葉紗子
性別は女子。
ユウからは「ヒロコ」、カナからは「ヒロコちゃん」と呼ばれている。
「傍観者」を自称している。しかし、リコに藤岡に告白するべきと助言するなど、傍観者とは言えない行動を起こしている。
なお、ハルカの番長伝説にも詳しく、それをカナに伝えた張本人でもある。また、中学校の歴代の番長（初代ハルカから4代目藤岡まで）についても知っている人物。テレビアニメ第4期の『みなみけ ただいま』では登場しない。
ユウ
声 - 大原桃子
性別は女子。
ヒロコからは「ユウ」、カナからは「ユウちゃん」と呼ばれている。
中学校の初代番長であるハルカには憧れている。そして自身は、中学校の3代目の番長に選ばれてしまった人物である。しかし、本人は番長呼ばわりされることを快く思っていないようで、3代目の番長だと紹介されると「やめてくれ」と言っており、番長統一戦で藤岡をわざと勝たせることで、藤岡に番長の座を明け渡した。
なお、腕っ節はなかなかのもので、特に腕相撲は「負け方を知らない」と豪語。そして、その言葉通りに実際に柔道部と剣道部のエースに腕相撲で勝って見せた。しかし、この腕相撲が「ゴリラ」の称号をかけたものだとカナに言われると、世間体を気にし、わざとカナに腕相撲で負けた。テレビアニメ第4期の『みなみけ ただいま』では登場しない。

### 小学生
以下の人物は、全員チアキと同じ小学校に通っている児童と、そこの教員である。

#### 5年生
マコト/マコちゃん
声 - 森永理科
あまり頭の良くない少年。しばしば作中でも馬鹿な子供と言われている。その上、原作コミック第48話（単行本第3巻収録）では「Stupid」（「お馬鹿さん」を意味する英語）と文字の入った服を着ているのが確認できる。
基本的に「マコト」、内田と吉野からは「マコトくん」と呼ばれ、マコちゃんのときは基本的に「マコちゃん」と呼ばれている。
南家に訪れた際に、帰宅してきたハルカを見て一目惚れ。その後ハルカと一緒に楽しそうにお菓子作りしていたマコトは、チアキに嫉妬され、以降チアキに南家に呼んでもらえなくなった。その後、カナにそそのかされ女装をした上で、カナの後輩の中学生「マコちゃん」として南家に顔を出すようになった。これにより「マコちゃん」は「マコト」とは全く別人として振舞うことになった。以降、徐々に女装の深みにはまってゆく。なお、チアキには「マコト」の時はぞんざいに扱われているが、「マコちゃん」の時は慕われている。
マコト＝マコちゃんと知っているのはカナ・内田・トウマの3人である。このうちトウマに対しては、共に自身の性別を隠している相手が存在するという共通点を持つ仲間として奇妙な連帯感を抱いている。
なお、マコトには姉がおり、その服を女装に使うこともある。
ちなみに、ドラマCDでカナが言ったところによれば56回は「マコちゃん」をやめる（男になる）とマコトは言ったらしく、結局「マコちゃん」のままになることはいつものことだと、カナは述べている。同じくドラマCDでチアキは「マコト」は男らしくなく、対して「マコちゃん」は男らしいと評している。
内田 ユカ（うちだ ユカ）
声 - 喜多村英梨
チアキの友人の女子。素直で明るく、「バカ野郎度50%」の少女。南姓以外で唯一フルネームが判明している。
基本的に「内田」、ハルカからは「内田さん」と呼ばれている。
原作でチアキは一度酔った勢いで内田の下の名前を聞き出したが、結局チアキはこれを覚えておらず、作中では以降も単に「内田」と呼ばれている。またテレビアニメ版では名前は明かされず役名も内田であったが、ドラマCDの役名は内田ユカとなっている。
カナとは仲が良い。このためカナとよく行動を共にするが、周囲に巻き込まれたり振り回されやすい性格で、しばしばそのカナに振り回されている。なお、マコちゃん誕生に関わったひとりでもある。
他人の恋心には敏感で、しばしばチアキの藤岡に対する感情を恋心と捉えている。また自らも「王子様」を信じ、「お姫様」に憧れている。なお、チアキによれば、5年1組の川島君が内田からバレンタインデーにチョコレートを欲しがっているという。他人の恋心には敏感な内田だが、これに内田が気付いているかどうかは不明である。
シュウイチ
声 - 大原桃子
マコトの友人の男子。姉がいる。
基本的に「シュウイチ」と呼ばれている。
目立った特徴が無いことから、チアキに「プレーンヨーグルト」とアダ名をつけられた。ただし、チアキにチアキ側サイドの人間と認められるなど、成績はよい。
吉野（よしの）
声 - 豊崎愛生
チアキの友人の女子で、年の目標に「内田を正しい方向に導く」というくらい内田とは仲がいい。
基本的に「吉野」と呼ばれている。なお、トウマによれば、吉野はチアキから「軟考不惑の吉野嬢」とも呼ばれているという。
いつもにこやかで、周囲からは何を考えているか判らないと評されている。成績は優秀で、勉強を頼られるほどである。たびたびマコちゃん＝マコトであることに気が付いているかのような態度を示すなど天然か意図的か分からない一面があり、マコトから恐れられている。カナによれば、吉野はマコちゃん＝マコトであると知っていたとしてもマコトがうろたえる姿を見て楽しむために口外したりはしない（いわゆる「吉野ドS説」）という説が最有力だという。特技はフラフープ。内田に何回回せるか聞かれた際に、「永遠にできるよ」とさらりと言ってのけた。
その他の児童
しばしば内田・吉野と共に南家へ訪れるチアキの友人2人は、単行本（ファンブック）ではトウマのクラスの少女Aと少女B、テレビアニメ（第1期）ではチアキのクラスメイト（声 - 辻あゆみ）となっている。なお、この少女Aは（恐らく）赤の他人を「知ってるような知らないような気がしないでもない」と表現し、カナに「すばやく変な空気を作れる、内田より不安なコ」と言われた。

#### 教員
熊田先生
声 - 寺田はるひ
チアキの小学校の養護教諭。性別は女性である。腹黒い性格で、チアキに「腹黒シロクマ」と命名されているらしい。現在彼氏募集中。
ちなみに、チアキの家に田中先生の代理として家庭訪問に行ったことがある。
田中先生
チアキの担任の教諭。性別は男性である。チアキにつけられたあだ名は「台風14号」。
他にも「局地的豪雨」（川内先生）、「開かないビニール傘」（加藤先生）、「フタのない急須」など、チアキにアダ名をつけられている教師がおり、吉野によればチアキは「先生全員」にアダ名を付けたという。しかし単行本第10巻までにおいて、熊田先生と田中先生以外は、全員未登場である。

### 動物
アツコ（猫）
チアキが名付けた、南家3姉妹の住む集合住宅に住み付いている黒猫。原作では第69話（単行本第4巻収録）でしか登場していないのに対し、テレビアニメ第2期の『みなみけ〜おかわり〜』では第1話から何度も姿を見せている。

### その他・アニメオリジナル
リンちゃん
南三姉妹の住むマンションのご近所さん。第301話（単行本第16巻収録）から登場している。会社勤めの社会人である様子だが、正確な年齢や職業などは不明である。
基本的に「リンちゃん」と呼ばれている。南家にはよく食事に誘われてやってくるが、押しに弱く、南三姉妹に振り回されている。
先生（名前未出）
声 - 浅沼晋太郎
『先生と二宮くん』の先生。性別は男子。原作では第12話に少しだけ登場。なお第48話（単行本第3巻収録）でTVに後姿が映っているマジシャンも、アニメ版では先生ということになっている。
二宮（にのみや）
声 - 大原桃子
『先生と二宮くん』のヒロイン。通称「二宮くん」（稀に「二宮さん」）。制服（セーラー服）を着ている。ただし、原作では第12話（単行本第1巻のp.108）に登場しているだけで、セーラー服を着ていることも確認できない。
三宮（さんのみや）
『先生と二宮くん』の登場人物。通称「三宮くん」。制服（セーラー服）を着ている。アニメ第4期に登場。
冬木 真澄 （フユキ - ）
声 - 斉木美帆
テレビアニメ第2期の『みなみけ〜おかわり〜』のオリジナルキャラクターである。
南家の隣に引っ越してきた眼鏡をかけた少年で、父親と一緒に住んでいる。人当たりは良いものの、感情を表に出さない性格で、たびたびチアキをイライラさせる。なお、目上の人に対しては敬語で話すが、普段は博多弁で話す。
原作と物語上の差異を表現するキャラとして『みなみけ〜おかわり〜』では南家との交流が描かれている。『みなみけ〜おかわり〜』第12話でまた博多周辺（九州）に転校しており、この時に自分が転校することをチアキに言えなかったのを悔やんでいたが、その後最終話では南家に手紙を送っている。
男の先生（名前未出）
声 - 川田紳司
アニメのみに登場するハルカの中学時代の数学の先生。原作では番長伝説を読み上げるカナのセリフ中に出てくるだけである。
ハルカの担任
声 - 大原崇
性別は男性。テレビアニメ第2期の『みなみけ〜おかわり〜』に登場。ハルカを学級委員長に任命し、交換留学を勧めた。
他にもテレビアニメ第3期の『みなみけ おかえり』では先生（声 - 青木強）が出てきている。

## 書誌情報
2025年2月6日現在、コミックス（単行本）は第27巻まで刊行されている。各巻、20話前後掲載。
この他、関連書籍も数冊刊行されている。

### 単行本
| 巻数 | 巻数   | 初版発行日（奥付）（発売日）        | ISBN              | 収録話                      | 備考 |
| ---- | ------ | ----------------------------------- | ----------------- | --------------------------- | --- |
| 1    | -      | 2004年11月5日（11月3日）            | 4-06-361286-4     | 第1話 - 第19話              | 『週刊ヤングマガジン』2004年第14号より掲載を収録 巻末に『今日の5の2』課外授業「ミズカケ」をお詫び付きで収録 |
| 2    | 通常版 | 2005年11月4日（11月2日）            | 4-06-361377-1     | 第20話 - 第39話 +読切1話    | |
| 2    | 限定版 | 2005年11月4日（11月2日）            | 4-06-362048-4     | 第20話 - 第39話 +読切1話    | オリジナルCD-ROM付き                                                                                        |
| 3    | 通常版 | 2006年11月6日（同日）               | 4-06-361484-0     | 第40話 - 第60話             | |
| 3    | 特装版 | 2006年11月6日（同日）               | 4-06-362069-7     | 第40話 - 第60話             | スペシャルブックレット付き                                                                                  |
| 4    | -      | 2007年9月6日（同日）                | 978-4-06-361593-7 | 第61話 - 第81話             | |
| 5    | 通常版 | 2008年3月17日（同日）               | 978-4-06-361653-8 | 第82話 - 第101話 +読切1話   | |
| 5    | 限定版 | 2008年3月17日（同日）               | 978-4-06-362108-2 | 第82話 - 第101話 +読切1話   | 『みなみけ おかわり』第一話収録のDVD付き                                                                    |
| 6    | 通常版 | 2009年6月23日（同日）               | 978-4-06-361795-5 | 第102話 - 第122話           | |
| 6    | 限定版 | 2009年6月23日（同日）               | 978-4-06-937297-1 | 第102話 - 第122話           | オリジナルアニメーションDVD『みなみけ べつばら』付き                                                        |
| 7    | 通常版 | 2010年7月6日（同日）                | 978-4-06-361901-0 | 第123話 - 第141話           | |
| 7    | 限定版 | 2010年7月1日（7月6日）              | 978-4-06-362164-8 | 第123話 - 第141話           | 3姉妹フィギュア付き                                                                                         |
| 8    | 通常版 | 2011年3月4日（同日）                | 978-4-06-382006-5 | 第142話 - 第159話 +放課後編 | |
| 8    | 限定版 | 2011年3月4日（同日）                | 978-4-06-358343-4 | 第142話 - 第159話 +放課後編 | ドラマCD付き                                                                                                |
| 9    | 通常版 | 2011年11月4日（同日）               | 978-4-06-382097-3 | 第160話 - 第178話           | |
| 9    | 限定版 | 2011年11月4日（同日）               | 978-4-06-358363-2 | 第160話 - 第178話           | ドラマCD+キャラソンCD+カレンダー付き                                                                        |
| 10   | 通常版 | 2012年10月5日（同日）               | 978-4-06-382225-0 | 第179話 - 第197話           | |
| 10   | 限定版 | 2012年10月5日（同日）               | 978-4-06-358406-6 | 第179話 - 第197話           | オリジナルアニメーションDVD『みなみけ おまたせ』付き                                                        |
| 11   | 通常版 | 2013年8月6日（同日）                | 978-4-06-382337-0 | 第198話 - 第216話           | |
| 11   | 限定版 | 2013年8月6日（同日）                | 978-4-06-358457-8 | 第198話 - 第216話           | オリジナルアニメーションDVD『みなみけ 夏やすみ』付き                                                        |
| 12   | 通常版 | 2014年8月6日（同日）                | 978-4-06-382508-4 | 第217話 - 第235話           | |
| 12   | 限定版 | 2014年8月6日（同日）                | 978-4-06-358710-4 | 第217話 - 第235話           | 特製フィギュア＆ポストカード付き                                                                            |
| 13   | 通常版 | 2015年5月1日（同日、限定版4月29日） | 978-4-06-382607-4 | 第236話 - 第254話           | |
| 13   | 限定版 | 2015年5月1日（同日、限定版4月29日） | 978-4-06-358776-0 | 第236話 - 第254話           | 『みなみけ10周年記念まつり』イベント映像収録DVD付き                                                         |
| 14   | -      | 2016年3月4日（同日）                | 978-4-06-382744-6 | 第255話 - 第271話           | |
| 15   | 通常版 | 2016年8月5日（同日）                | 978-4-06-382830-6 | 第272話 - 第288話           | |
| 15   | 限定版 | 2016年8月3日（8月5日）              | 978-4-06-358823-1 | 第272話 - 第288話           | 3姉妹フィギュア付き                                                                                         |
| 16   | -      | 2017年6月6日（同日）                | 978-4-06-382978-5 | 第289話 - 第305話           | |
| 17   | -      | 2018年6月6日（同日）                | 978-4-06-511644-9 | 第306話 - 第322話           | |
| 18   | -      | 2019年4月5日（同日）                | 978-4-06-515198-3 | 第323話 - 第339話           | |
| 19   | -      | 2019年10月4日（同日）               | 978-4-06-517292-6 | 第340話 - 第356話           | |
| 20   | -      | 2020年6月5日（同日）                | 978-4-06-519988-6 | 第357話 - 第373話           | |
| 21   | -      | 2020年12月4日（同日）               | 978-4-06-521723-8 | 第374話 - 第390話           | |
| 22   | -      | 2021年7月6日（同日）                | 978-4-06-523988-9 | 第391話 - 第407話           | |
| 23   | -      | 2022年3月4日（同日）                | 978-4-06-527121-6 | 第408話 - 第424話           | |
| 24   | -      | 2023年2月6日（同日）                | 978-4-06-530076-3 | 第425話 - 第441話           | |
| 25   | -      | 2023年12月6日（同日）               | 978-4-06-533927-5 | 第442話 - 第458話           | |
| 26   | -      | 2024年6月6日（同日）                | 978-4-06-535586-2 | 第459話 - 第475話           | |
| 27   | -      | 2025年2月6日（同日）                | 978-4-06-538172-4 | 第476話 - 第492話           | |

### 公式ファンブック
- 『みなみけ+今日の5の2 キャラファンBOOK』 - （2006年11月6日[123]）ISBN 4-06-372190-6
- 『TV ANIMATION みなみけふぁんぶっく』 - （2008年1月4日[124]）ISBN 978-4-06-375426-1
- 『TV ANIMATION みなみけおかえりおふぃしゃるふぁんぶっく』 - （2009年4月6日[125]）ISBN 978-4-06-375667-8

### 番外編
- 『みなみけも妹も思春期』 - （読切・週刊ヤングマガジン2005年30号掲載）ヤングマガジン25周年記念の読み切りで、氏家ト全との合作。
『みなみけ』第3巻特装版の付属冊子と、『妹は思春期』単行本第9巻に収録されている。
- 『アゴなしゲンと30周年物語』 - （読切・週刊ヤングマガジン2010年29号掲載）ヤングマガジン30周年記念の読み切りで、平本アキラの『アゴなしゲンとオレ物語』を中心とした6作品の合作。
単行本『青春ヤンマガ』にも収録されている。

## アニメ
テレビアニメ
第1期『みなみけ』は、2007年10月から12月まで放送された。全13話。製作は童夢。
第2期『みなみけ〜おかわり〜』は、2008年1月6日から3月30日までテレビ東京ほかにて放送された。全13話。上記の第1期『みなみけ』とはアニメ製作会社が異なっているため、『みなみけ』が第1期で、この『みなみけ〜おかわり〜』が第2期と区別されている。
第3期『みなみけ おかえり』は、2009年1月4日から3月29日までテレビ東京ほかにて放送された。全13話。第2期とは対照的に、制作は第2期と同じくasread.。
第4期『みなみけ ただいま』は、2013年1月から3月までTOKYO MXほかにて放送された。全13話。製作がfeel.に変更。この第4期は独立局を中心に放送されるUHFアニメとなった。それまでは関東地区は広域圏、関西地区では大阪府のみだったが、今期において関東地区は南関東のみ、関西では広域圏という逆転現象が生じているが、中京地区では第1-3期同様、愛知県のみである。また、初の全国でBS放送となった。
2024年7月7日に続編の制作が発表された。
OAD
『みなみけ べつばら』は、2009年6月23日発売の単行本第6巻限定版同梱のOAD。テレビアニメ第3期『みなみけ おかえり』の続編に当たる。
『みなみけ おまたせ』は、2012年10月5日発売の単行本第10巻限定版同梱のOAD。テレビアニメ4期放送を前に、同一スタッフで制作された。単行本第10巻に収録されている短編作品（第179話 - 第197話）の中から、5つの作品（第179話、第181話、第185話、第189話、第192話）をアニメ化して収録してある。このうち第185話の絵をDVDのデザインに利用している。
『みなみけ 夏やすみ』は、2013年8月6日発売の単行本第11巻限定版同梱のOAD。テレビアニメ4期と同一スタッフで制作された。桜場コハルが脚本に加わった第200話ベースのオリジナルストーリー長編1話と短編1話が収録されている。なお、TVアニメ『はたらく魔王さま！』の登場人物である真奥貞夫（まおう さだお）と佐々木千穂（ささき ちほ）が、「Wバーガー」の店員としてカメオ出演している。

### スタッフ
|                              | 第1期                          | 第2期                        | 第3期                            | 第4期                            |
| ---------------------------- | ------------------------------ | ---------------------------- | -------------------------------- | -------------------------------- |
| 監督                         | 太田雅彦                       | 細田直人                     | 及川啓                           | 川口敬一郎                       |
| シリーズ構成                 | あおしまたかし                 | 鈴木雅詞                     | 小鹿りえ                         | 鴻野貴光                         |
| キャラクターデザイン         | 越智信次                       | 田中誠輝                     | 田中誠輝                         | 鈴木豪                           |
| プロップデザイン             | 渡辺義弘                       | 渡辺るりこ                   | 渡辺るりこ                       | 立田眞一                         |
| 美術監督                     | 鈴木俊輔                       | 徳田俊之                     | 徳田俊之                         | 清水健太                         |
| 美術設定                     | 鈴木俊輔                       | 泉寛                         | 泉寛                             | 藤井祐太                         |
| 色彩設計                     | 渋谷圭子 馬庭由佳              | 福谷直樹                     | 佐藤裕子                         | 田川沙里                         |
| 撮影監督                     | 佐々木正典 久保村正樹 沖田英一 | 森下成一                     | 藤田智史                         | 口羽毅                           |
| 編集                         | 田中恒嗣                       | 伊藤潤一                     | 伊藤潤一                         | 平木大輔                         |
| 音響監督                     | 蝦名恭範                       | 蝦名恭範                     | 蝦名恭範                         | 蝦名恭範                         |
| 音響効果                     | 山谷尚人                       | 山谷尚人                     | 山谷尚人                         | N/A                              |
| 音楽                         | 三澤康広                       | 三澤康広                     | 三澤康広                         | 三澤康広                         |
| 音楽制作                     | スターチャイルドレコード       | スターチャイルドレコード     | スターチャイルドレコード         | スターチャイルドレコード         |
| 音楽制作協力                 | テレビ東京ミュージック         | テレビ東京ミュージック       | テレビ東京ミュージック           | -                                |
| 企画                         | 大月俊倫                       | 大月俊倫                     | 大月俊倫                         | 森山敦 吉岡富夫                  |
| プロデューサー               | 山中隆弘                       | 山中隆弘                     | 山中隆弘                         | 中西豪 松下卓也 川崎とも子       |
| プロデューサー               | 池田慎一                       | 池田慎一                     | N/A                              | 中西豪 松下卓也 川崎とも子       |
| アニメーションプロデューサー | 安西武 西岡大輔                | 平松巨規                     | 平松巨規                         | 瀧ヶ崎誠                         |
| アニメーション制作           | 童夢                           | asread.                      | asread.                          | feel.                            |
| アニメーション制作協力       | メタフィジックピクチャーズ     | N/A                          | N/A                              | N/A                              |
| 製作                         | みなみけ 製作委員会            | みなみけ おかわり 製作委員会 | 「みなみけ おかえり」 製作委員会 | 「みなみけ ただいま」 製作委員会 |

|                              | べつばら                         | おまたせ                     | 夏やすみ                     |
| ---------------------------- | -------------------------------- | ---------------------------- | ---------------------------- |
| 監督                         | 及川啓                           | 川口敬一郎                   | 川口敬一郎                   |
| 脚本                         | 小鹿りえ                         | 鴻野貴光                     | 村上桃子                     |
| キャラクターデザイン         | 田中誠輝                         | 鈴木豪                       | 鈴木豪                       |
| プロップデザイン             | 渡辺るりこ                       | 仲田美歩                     | 立田眞一                     |
| 美術監督                     | 徳田俊之                         | 清水健太                     | 小濱俊裕 小野由紀子          |
| 色彩設計                     | 佐藤裕子                         | 田川沙里                     | 田川沙里                     |
| 撮影監督                     | 藤田智史                         | 口羽毅                       | 口羽毅                       |
| 編集                         | 伊藤潤一                         | 平木大輔                     | 平木大輔                     |
| 音響監督                     | 蝦名恭範                         | 蝦名恭範                     | 蝦名恭範                     |
| 音楽                         | 三澤康広                         | 三澤康広                     | 三澤康広                     |
| 音楽制作                     | スターチャイルドレコード         | スターチャイルドレコード     | スターチャイルドレコード     |
| 企画                         | 大月俊倫                         | 森田浩章 森山敦              | 森田浩章 森山敦              |
| 企画                         | 大月俊倫                         | 吉岡富夫                     | 鈴木伸育                     |
| プロデューサー               | 田中誠                           | 田中誠                       | 田中誠                       |
| プロデューサー               | 松下卓也 山中隆弘                | 桂田剛司 川崎とも子          | 桂田剛司 川崎とも子          |
| プロデューサー               | 松下卓也 山中隆弘                | 西保雄                       | 五味秀晴 山中隆弘            |
| アニメーションプロデューサー | 平松巨規                         | 瀧ヶ崎誠                     | 瀧ヶ崎誠                     |
| アニメーション制作           | アスリード                       | feel.                        | feel.                        |
| 製作                         | 「みなみけ べつばら」 製作委員会 | みなみけ おまたせ 製作委員会 | みなみけ 夏やすみ 製作委員会 |

### 主題歌・挿入歌
テレビアニメ
| 作品  | 曲名                      | 歌                                                               | 作詞   | 作曲     | 編曲     |
| ----- | ------------------------- | ---------------------------------------------------------------- | ------ | -------- | -------- |
| 第1期 | 経験値上昇中☆             | みなみけ3姉妹[注 26]                                             | うらん | 大久保薫 | 大久保薫 |
| 第2期 | ココロノツバサ            | みなみけ3姉妹[注 26]                                             | うらん | 河合英嗣 | 河合英嗣 |
| 第3期 | 経験値速上々↑↑            | みなみけ3姉妹[注 26]                                             | うらん | 大久保薫 | 大久保薫 |
| 第4期 | シアワセ☆ハイテンション↑↑ | - 南春香（佐藤利奈） - 南夏奈（井上麻里奈） - 南千秋（茅原実里） | うらん | 大久保薫 | 大久保薫 |
| 作品  | 曲名               | 歌                                                               | 作詞   | 作曲     | 編曲     | 備考   |
| ----- | ------------------ | ---------------------------------------------------------------- | ------ | -------- | -------- | ------ |
| 第1期 | カラフルDAYS       | みなみけ3姉妹[注 26]                                             | うらん | 山口朗彦 | 菊谷知樹 | N/A    |
| 第2期 | その声が聴きたくて | みなみけ3姉妹[注 26]                                             | うらん | 大久保薫 | 大久保薫 | N/A    |
| 第3期 | 絶対カラフル宣言   | みなみけ3姉妹[注 26]                                             | うらん | 山口朗彦 | 菊谷知樹 | N/A    |
| 第4期 | 急接近ラッキーDAYS | - 南春香（佐藤利奈） - 南夏奈（井上麻里奈） - 南千秋（茅原実里） | うらん | 山口朗彦 | 菊谷知樹 | N/A    |
| 第4期 | クリスマスの歌     | 保坂（小野大輔）                                                 | 保坂   | 三澤康広 | 三澤康広 | 第11話 |
| 作品  | 曲名         | 歌                                      | 作詞         | 作曲     | 編曲     |
| ----- | ------------ | --------------------------------------- | ------------ | -------- | -------- |
| 第3期 | カレーのうた | - 保坂（小野大輔） - チアキ（茅原実里） | 保坂、チアキ | 保坂     | 保坂     |
| 第4期 | BBQの歌      | 保坂（小野大輔）                        | 保坂         | 三澤康広 | 三澤康広 |
| 第4期 | レッツお野菜 | - 保坂（小野大輔） - チアキ（茅原実里） | 鴻野貴光     | 三澤康広 | 三澤康広 |
OAD
「春夏秋冬フェスティバル♪」
『べつばら』および『おまたせ』のオープニングテーマ。作詞はENA☆、作曲は山口朗彦、編曲は河合英嗣、歌はみなみけ3姉妹。
「ありがとうサンキュ」
『べつばら』および『おまたせ』のエンディングテーマ。作詞はうらん、作曲・編曲は大久保薫、歌はみなみけ3姉妹。
「三姉妹DAYS〜たからもの〜」
『夏休み』のエンディングテーマ。作詞はうらん、作曲は山口朗彦、編曲は大久保薫、歌は南春香（佐藤利奈）、南夏奈（井上麻里奈）、南千秋（茅原実里）。

### 各話リスト
| 話数              | サブタイトル                       | 脚本              | 絵コンテ                              | 演出                                  | 作画監督                                                    | 総作画監督                                            | 初放送日          |                   |                   |                   |                   |                   |                   |                   |                   |                   |                   |                   |                   |                   |                   |                   |                   |                   |
| 第1期『みなみけ』 | 第1期『みなみけ』                  | 第1期『みなみけ』 | 第1期『みなみけ』                     | 第1期『みなみけ』                     | 第1期『みなみけ』                                           | 第1期『みなみけ』                                     | 第1期『みなみけ』 | 第1期『みなみけ』 | 第1期『みなみけ』 | 第1期『みなみけ』 | 第1期『みなみけ』 | 第1期『みなみけ』 | 第1期『みなみけ』 | 第1期『みなみけ』 | 第1期『みなみけ』 | 第1期『みなみけ』 | 第1期『みなみけ』 | 第1期『みなみけ』 | 第1期『みなみけ』 | 第1期『みなみけ』 | 第1期『みなみけ』 | 第1期『みなみけ』 | 第1期『みなみけ』 | 第1期『みなみけ』 |
| ----------------- | ---------------------------------- | ----------------- | ------------------------------------- | ------------------------------------- | ----------------------------------------------------------- | ----------------------------------------------------- | ----------------- | ----------------- | ----------------- | ----------------- | ----------------- | ----------------- | ----------------- | ----------------- | ----------------- | ----------------- | ----------------- | ----------------- | ----------------- | ----------------- | ----------------- | ----------------- | ----------------- | ----------------- |
| 1                 | 南さんちの三姉妹                   | あおしまたかし    | 太田雅彦                              | 太田雅彦                              | 村上龍一 定井秀樹 清丸悟                                    | 越智信次                                              | 2007年 10月8日    |                   |                   |                   |                   |                   |                   |                   |                   |                   |                   |                   |                   |                   |                   |                   |                   |                   |
| 2                 | おかしな学校                       | 子安秀明          | おざわかずひろ 雄谷将仁               | 雄谷将仁                              | 鳥山冬美 白田美夫 隼鷹榛名                                  | 越智信次                                              | 10月15日          |                   |                   |                   |                   |                   |                   |                   |                   |                   |                   |                   |                   |                   |                   |                   |                   |                   |
| 3                 | 球蹴り番長再び                     | 杉原研二          | おざわかずひろ                        | 矢花馨                                | 定井秀樹 村上龍一 三宅雄一郎 澤崎誠 渡辺義弘                | 越智信次                                              | 10月22日          |                   |                   |                   |                   |                   |                   |                   |                   |                   |                   |                   |                   |                   |                   |                   |                   |                   |
| 4                 | 恋もよう                           | 鴻野貴光          | アミノテツロ 山崎たかし               | 布施康之 黒柳トシマサ                 | 谷川政輝 高柳佳幸                                           | 越智信次                                              | 10月29日          |                   |                   |                   |                   |                   |                   |                   |                   |                   |                   |                   |                   |                   |                   |                   |                   |                   |
| 5                 | 海に行こうよ                       | あおしまたかし    | おざわかずひろ                        | おざわかずひろ                        | 澤崎誠 佐藤陽 定井秀樹                                      | 越智信次                                              | 11月5日           |                   |                   |                   |                   |                   |                   |                   |                   |                   |                   |                   |                   |                   |                   |                   |                   |                   |
| 6                 | マコちゃん誕生                     | 子安秀明          | 北川正人                              | 北川正人                              | 宇津木勇 南伸一郎 小宮山由美子                              | 越智信次                                              | 11月12日          |                   |                   |                   |                   |                   |                   |                   |                   |                   |                   |                   |                   |                   |                   |                   |                   |                   |
| 7                 | いろいろな顔                       | 杉原研二          | 山崎たかし 誌村宏明                   | 雄谷将仁                              | 鳥山冬美 村上勉                                             | 越智信次                                              | 11月19日          |                   |                   |                   |                   |                   |                   |                   |                   |                   |                   |                   |                   |                   |                   |                   |                   |                   |
| 8                 | ほさか                             | 鴻野貴光          | アミノテツロ 黒柳トシマサ             | 布施康之 黒柳トシマサ                 | 松村康功 高柳佳幸 菊池勉 松尾亜希子                         | 越智信次                                              | 11月26日          |                   |                   |                   |                   |                   |                   |                   |                   |                   |                   |                   |                   |                   |                   |                   |                   |                   |
| 9                 | 三姉妹日和                         | あおしまたかし    | おざわかずひろ                        | おざわかずひろ                        | 村上直紀 江上夏樹 小野和寛 松村康功                         | 越智信次                                              | 12月3日           |                   |                   |                   |                   |                   |                   |                   |                   |                   |                   |                   |                   |                   |                   |                   |                   |                   |
| 10                | おとこのこ×おんなのこ              | 子安秀明          | 佐藤卓哉                              | 矢花馨                                | 高野和史 谷川政輝 佐藤俊明                                  | 越智信次                                              | 12月10日          |                   |                   |                   |                   |                   |                   |                   |                   |                   |                   |                   |                   |                   |                   |                   |                   |                   |
| 11                | となりの南さん                     | 杉原研二          | 三家本泰美                            | 石川久一 太田雅彦 三家本泰美          | 武内啓 澤崎誠 村上勉 隼鷹榛名                               | 越智信次                                              | 12月17日          |                   |                   |                   |                   |                   |                   |                   |                   |                   |                   |                   |                   |                   |                   |                   |                   |                   |
| 12                | クリスマスとかイブとか             | あおしまたかし    | アミノテツロ おざわかずひろ           | 黒柳トシマサ 布施康之                 | 工藤利春 高木晴美 松尾亜希子                                | 越智信次                                              | 12月24日          |                   |                   |                   |                   |                   |                   |                   |                   |                   |                   |                   |                   |                   |                   |                   |                   |                   |
| 13                | 恋のからまわり                     | 鴻野貴光          | アミノテツロ 荒井省吾                 | 矢花馨 荒井省吾                       | 高野和史 をがわいちろう 小野和寛 今里佳子 工藤利春 松村康功 | 越智信次                                              | 12月31日          |                   |                   |                   |                   |                   |                   |                   |                   |                   |                   |                   |                   |                   |                   |                   |                   |                   |
| 第2期『おかわり』 |                                    |                   |                                       |                                       |                                                             |                                                       |                   |                   |                   |                   |                   |                   |                   |                   |                   |                   |                   |                   |                   |                   |                   |                   |                   |                   |
| 1杯目             | 温泉、いただきます                 | 鈴木雅詞          | 細田直人                              | 細田直人                              | 田中誠輝                                                    | 田中誠輝                                              | 2008年 1月7日     |                   |                   |                   |                   |                   |                   |                   |                   |                   |                   |                   |                   |                   |                   |                   |                   |                   |
| 2杯目             | 味は代々受け継がれていくもの       | 鈴木雅詞          | 細田直人                              | 細田直人                              | 渡辺るりこ                                                  | 田中誠輝                                              | 1月14日           |                   |                   |                   |                   |                   |                   |                   |                   |                   |                   |                   |                   |                   |                   |                   |                   |                   |
| 3杯目             | もてなしの夜、そっと出し           | 滝晃一            | 細田直人                              | 松本マサユキ                          | 本橋秀之                                                    | 田中誠輝                                              | 1月21日           |                   |                   |                   |                   |                   |                   |                   |                   |                   |                   |                   |                   |                   |                   |                   |                   |                   |
| 4杯目             | 片付けちゃっていいですか?          | 鈴木雅詞          | 細田直人                              | 雄谷将仁                              | 鳥山冬美                                                    | 田中誠輝                                              | 1月28日           |                   |                   |                   |                   |                   |                   |                   |                   |                   |                   |                   |                   |                   |                   |                   |                   |                   |
| 5杯目             | 出した茶碗は引っ込められない       | 佐藤勝一          | 細田直人                              | 小林浩輔                              | 小島智加 渡辺るりこ 田中誠輝                                | 田中誠輝                                              | 2月4日            |                   |                   |                   |                   |                   |                   |                   |                   |                   |                   |                   |                   |                   |                   |                   |                   |                   |
| 6杯目             | 冷めてもあったか、ウチゴハン       | 滝晃一            | 細田直人                              | 中村里美                              | 本橋秀之                                                    | 田中誠輝                                              | 2月11日           |                   |                   |                   |                   |                   |                   |                   |                   |                   |                   |                   |                   |                   |                   |                   |                   |                   |
| 7杯目             | 噛めば噛むほど甘くなるんだよ       | 小鹿りえ          | わたり信天翁                          | 雄谷将仁                              | 鳥山冬美 山沢実                                             | 田中誠輝                                              | 2月18日           |                   |                   |                   |                   |                   |                   |                   |                   |                   |                   |                   |                   |                   |                   |                   |                   |                   |
| 8杯目             | プールは別腹です                   | 鈴木雅詞          | ながはまのりひこ                      | ながはまのりひこ                      | 渡辺るりこ                                                  | 田中誠輝                                              | 2月25日           |                   |                   |                   |                   |                   |                   |                   |                   |                   |                   |                   |                   |                   |                   |                   |                   |                   |
| 9杯目             | そろそろ苦しい? ひみつのマコちゃん | 滝晃一            | 高山功 細田直人                       | 中村里美                              | 本橋秀之                                                    | 田中誠輝                                              | 3月3日            |                   |                   |                   |                   |                   |                   |                   |                   |                   |                   |                   |                   |                   |                   |                   |                   |                   |
| 10杯目            | 花より団子のお年頃                 | 小鹿りえ          | 細田直人                              | 小林浩輔                              | 平山英嗣 岡田万衣子                                         | 田中誠輝                                              | 3月10日           |                   |                   |                   |                   |                   |                   |                   |                   |                   |                   |                   |                   |                   |                   |                   |                   |                   |
| 11杯目            | さすがにヤバくなってきました       | 佐藤勝一          | 田中基樹                              | 北川正人                              | 田中正弥 桂正三 小林一三                                    | 田中誠輝                                              | 3月17日           |                   |                   |                   |                   |                   |                   |                   |                   |                   |                   |                   |                   |                   |                   |                   |                   |                   |
| 12杯目            | もう一口が辛いのです               | 滝晃一            | 鈴木行                                | 細田直人                              | 小島智加 渡辺るりこ 平山英嗣 岡田万衣子                     | 田中誠輝                                              | 3月24日           |                   |                   |                   |                   |                   |                   |                   |                   |                   |                   |                   |                   |                   |                   |                   |                   |                   |
| 13杯目            | みんな揃って、ごちそうさま         | 鈴木雅詞          | 細田直人                              | 細田直人                              | 渡辺るりこ 平山英嗣 小島智加 田中誠輝                       | 田中誠輝                                              | 3月31日           |                   |                   |                   |                   |                   |                   |                   |                   |                   |                   |                   |                   |                   |                   |                   |                   |                   |
| 第3期『おかえり』 |                                    |                   |                                       |                                       |                                                             |                                                       |                   |                   |                   |                   |                   |                   |                   |                   |                   |                   |                   |                   |                   |                   |                   |                   |                   |                   |
| 1                 | 年の初めの                         | 小鹿りえ          | 及川啓                                | 及川啓                                | 田中誠輝                                                    | 田中誠輝                                              | 2009年 1月5日     |                   |                   |                   |                   |                   |                   |                   |                   |                   |                   |                   |                   |                   |                   |                   |                   |                   |
| 2                 | オレも                             | 小鹿りえ          | 高梨光 及川啓                         | 小林浩輔                              | 平山英嗣                                                    | 田中誠輝                                              | 1月12日           |                   |                   |                   |                   |                   |                   |                   |                   |                   |                   |                   |                   |                   |                   |                   |                   |                   |
| 3                 | ケンカでも                         | 小鹿りえ          | 及川啓                                | 鈴木薫                                | 谷津美弥子                                                  | 田中誠輝                                              | 1月19日           |                   |                   |                   |                   |                   |                   |                   |                   |                   |                   |                   |                   |                   |                   |                   |                   |                   |
| 4                 | あるべき秩序が                     | 小鹿りえ          | 柳瀬雄之                              | 荒井省吾                              | 柳瀬譲二 中島美子                                           | 田中誠輝                                              | 1月26日           |                   |                   |                   |                   |                   |                   |                   |                   |                   |                   |                   |                   |                   |                   |                   |                   |                   |
| 5                 | 楽しくなる                         | 小鹿りえ          | 徳本善信                              | 徳本善信                              | 小島智加                                                    | 田中誠輝                                              | 2月2日            |                   |                   |                   |                   |                   |                   |                   |                   |                   |                   |                   |                   |                   |                   |                   |                   |                   |
| 6                 | 流してほしい                       | 小鹿りえ          | 高梨光                                | 橋口洋介                              | 後藤孝宏 大野勉                                             | 田中誠輝                                              | 2月9日            |                   |                   |                   |                   |                   |                   |                   |                   |                   |                   |                   |                   |                   |                   |                   |                   |                   |
| 7                 | オレでよければ                     | 小鹿りえ          | 金﨑貴臣                              | 吉田里紗子                            | 佐々木敏子 小林多加志 水谷麻美子                            | 田中誠輝                                              | 2月16日           |                   |                   |                   |                   |                   |                   |                   |                   |                   |                   |                   |                   |                   |                   |                   |                   |                   |
| 8                 | 法ですよ                           | 小鹿りえ          | えんどうてつや                        | 小林浩輔                              | 渡辺るりこ 平山英嗣                                         | 田中誠輝                                              | 2月23日           |                   |                   |                   |                   |                   |                   |                   |                   |                   |                   |                   |                   |                   |                   |                   |                   |                   |
| 9                 | そうか                             | 小鹿りえ          | 高梨光                                | 鈴木薫                                | 谷津美弥子                                                  | 田中誠輝                                              | 3月2日            |                   |                   |                   |                   |                   |                   |                   |                   |                   |                   |                   |                   |                   |                   |                   |                   |                   |
| 10                | 態度には                           | 小鹿りえ          | まついひとゆき                        | 小林浩輔                              | 小島智加、平山英嗣 渡辺るりこ 岡田万衣子                    | 田中誠輝                                              | 3月9日            |                   |                   |                   |                   |                   |                   |                   |                   |                   |                   |                   |                   |                   |                   |                   |                   |                   |
| 11                | いいイメージ                       | 小鹿りえ          | 高梨光                                | 山口頼房                              | 青野厚司 松岡謙治                                           | 田中誠輝                                              | 3月16日           |                   |                   |                   |                   |                   |                   |                   |                   |                   |                   |                   |                   |                   |                   |                   |                   |                   |
| 12                | あったかい所                       | 小鹿りえ          | 細田直人 [ 注 28 ] 友岡新平 [ 注 29 ] | 細田直人 [ 注 28 ] 友岡新平 [ 注 29 ] | 細田直人 [ 注 28 ] 友岡新平 [ 注 29 ]                       | 田中誠輝                                              | 3月23日           |                   |                   |                   |                   |                   |                   |                   |                   |                   |                   |                   |                   |                   |                   |                   |                   |                   |
| 13                | 一緒だからね                       | 小鹿りえ          | 及川啓                                | 及川啓                                | 渡辺るりこ 平山英嗣 小島智加                                | 田中誠輝                                              | 3月30日           |                   |                   |                   |                   |                   |                   |                   |                   |                   |                   |                   |                   |                   |                   |                   |                   |                   |
| 第4期『ただいま』 |                                    |                   |                                       |                                       |                                                             |                                                       |                   |                   |                   |                   |                   |                   |                   |                   |                   |                   |                   |                   |                   |                   |                   |                   |                   |                   |
| 1                 | 春のはじまり、南家のはじまり       | 鴻野貴光          | 川口敬一郎                            | ふじいたかふみ                        | 川島尚 安本学                                               | 鈴木豪 枡田邦彰                                       | 2013年 1月6日     |                   |                   |                   |                   |                   |                   |                   |                   |                   |                   |                   |                   |                   |                   |                   |                   |                   |
| 2                 | らしく、いきましょ                 | 鴻野貴光          | 川口敬一郎                            | ふじいたかふみ                        | 近藤優次                                                    | 鈴木豪 村山公輔                                       | 1月13日           |                   |                   |                   |                   |                   |                   |                   |                   |                   |                   |                   |                   |                   |                   |                   |                   |                   |
| 3                 | つまりは遠回しな愛の告白           | 鴻野貴光          | 寺東克己                              | 池畠博史                              | 酒井孝裕                                                    | 鈴木豪 萩原弘光                                       | 1月20日           |                   |                   |                   |                   |                   |                   |                   |                   |                   |                   |                   |                   |                   |                   |                   |                   |                   |
| 4                 | この青い夏空の下で男は汗を流す     | 鴻野貴光          | 小林智樹                              | 菊池勝也                              | 木曽勇太 奥山鈴奈                                           | 鈴木豪 山崎正和                                       | 1月27日           |                   |                   |                   |                   |                   |                   |                   |                   |                   |                   |                   |                   |                   |                   |                   |                   |                   |
| 5                 | 冷やし中華はじめますよ             | 鴻野貴光          | 及川啓                                | 及川啓                                | 山村俊了 川島尚                                             | 鈴木豪 枡田邦彰 小林利充                              | 2月3日            |                   |                   |                   |                   |                   |                   |                   |                   |                   |                   |                   |                   |                   |                   |                   |                   |                   |
| 6                 | 隠し切れない日焼けと乙女心         | 鴻野貴光          | 寺東克己                              | 野木森達哉                            | 後藤圭佑                                                    | 鈴木豪 吉田伊久雄                                     | 2月10日           |                   |                   |                   |                   |                   |                   |                   |                   |                   |                   |                   |                   |                   |                   |                   |                   |                   |
| 7                 | 残暑お見舞い申し上げます           | 鴻野貴光          | 貞方希久子                            | ふじいたかふみ                        | 近藤優次                                                    | 鈴木豪 萩原弘光                                       | 2月17日           |                   |                   |                   |                   |                   |                   |                   |                   |                   |                   |                   |                   |                   |                   |                   |                   |                   |
| 8                 | 休日はゆかいな仲間とお野菜を       | 鴻野貴光          | 川崎逸朗                              | 嵯峨敏                                | 田中美穂 星野玲香 竹本佳子                                  | 鈴木豪 山崎正和                                       | 2月24日           |                   |                   |                   |                   |                   |                   |                   |                   |                   |                   |                   |                   |                   |                   |                   |                   |                   |
| 9                 | 今、恋をはじめます                 | 村上桃子          | 佐野隆史                              | 松下周平                              | 村山公輔 高原修司                                           | 鈴木豪 村山公輔 山崎正和                              | 3月3日            |                   |                   |                   |                   |                   |                   |                   |                   |                   |                   |                   |                   |                   |                   |                   |                   |                   |
| 10                | エコライフはじめました             | 村上桃子          | 寺東克己                              | ふじいたかふみ                        | 川島尚 山村俊了                                             | 鈴木豪 枡田邦彰 佐藤元昭                              | 3月10日           |                   |                   |                   |                   |                   |                   |                   |                   |                   |                   |                   |                   |                   |                   |                   |                   |                   |
| 11                | 聖なる夜、神は舞い降りる           | 鴻野貴光          | 島津裕行                              | 松下周平                              | 佐久間康子 安本学 立田眞一 重本和佳子                       | 鈴木豪 山崎正和 小林利充 吉田伊久雄 枡田邦彰 佐藤元昭 | 3月17日           |                   |                   |                   |                   |                   |                   |                   |                   |                   |                   |                   |                   |                   |                   |                   |                   |                   |
| 12                | 一年の計は元旦にあるらしい         | 鴻野貴光          | 川口敬一郎                            | 嵯峨敏                                | 近藤優次                                                    | 鈴木豪 萩原弘光                                       | 3月24日           |                   |                   |                   |                   |                   |                   |                   |                   |                   |                   |                   |                   |                   |                   |                   |                   |                   |
| 13                | ここだけの話はここだけで           | 鴻野貴光          | 川口敬一郎                            | ふじいたかふみ                        | 吉田伊久雄 川島尚 山村俊了 立田眞一                         | 鈴木豪 枡田邦彰 佐藤元昭 村山公輔 山崎正和            | 3月31日           |                   |                   |                   |                   |                   |                   |                   |                   |                   |                   |                   |                   |                   |                   |                   |                   |                   |

| 話数 | サブタイトル                                         |
| ---- | ---------------------------------------------------- |
| 1    | 私たち勇者編任務は姫の護衛編                         |
| 2    | 勇者の武器はお高い編勇者はいつも腹ペコ編             |
| 3    | 恐怖ハチ人間マコちゃん!!編ハチ人間マコちゃん撃破!!編 |
| 4    | 勇者 お宝に夢中!!編魔王 現る!!編                     |
| 5    | いざ!!魔王の城へ!!!編こわ〜〜い森編                  |
| 6    | こわ〜〜い谷編こわ〜〜い砂漠編                       |
| 7    | 砂漠でダウン編オアシス発見編?!                       |
| 8    | 夢のオアシス編束の間の休息編                         |
| 9    | とうとう魔王の城編マグマあふれる地下編               |
| 10   | 最初のボス戦編勇者 勝利?編                           |
| 11   | 大天使 藤岡編勇者パワーアップ編                      |
| 12   | ついに対決!!魔王編ピンチ!!勇者編                     |
| 13   | 死闘の末 大勝利??編勝利のごほうび編                  |

| 話数                  | サブタイトル         | 脚本                          | 絵コンテ             | 演出                 | 作画監督                                                   | 総作画監督           | 発売日               |                      |                      |                      |                      |                      |                      |                      |                      |                      |                      |                      |                      |                      |                      |                      |                      |                      |
| べつばら（OAD第6巻）  | べつばら（OAD第6巻） | べつばら（OAD第6巻）          | べつばら（OAD第6巻） | べつばら（OAD第6巻） | べつばら（OAD第6巻）                                       | べつばら（OAD第6巻） | べつばら（OAD第6巻） | べつばら（OAD第6巻） | べつばら（OAD第6巻） | べつばら（OAD第6巻） | べつばら（OAD第6巻） | べつばら（OAD第6巻） | べつばら（OAD第6巻） | べつばら（OAD第6巻） | べつばら（OAD第6巻） | べつばら（OAD第6巻） | べつばら（OAD第6巻） | べつばら（OAD第6巻） | べつばら（OAD第6巻） | べつばら（OAD第6巻） | べつばら（OAD第6巻） | べつばら（OAD第6巻） | べつばら（OAD第6巻） | べつばら（OAD第6巻） |
| --------------------- | -------------------- | ----------------------------- | -------------------- | -------------------- | ---------------------------------------------------------- | -------------------- | -------------------- | -------------------- | -------------------- | -------------------- | -------------------- | -------------------- | -------------------- | -------------------- | -------------------- | -------------------- | -------------------- | -------------------- | -------------------- | -------------------- | -------------------- | -------------------- | -------------------- | -------------------- |
| 1                     | いただこう           | 小鹿りえ                      | 及川啓               | 小林浩輔             | 小林多加志                                                 | -                    | 2009年 6月23日       |                      |                      |                      |                      |                      |                      |                      |                      |                      |                      |                      |                      |                      |                      |                      |                      |                      |
| 2                     | かもしれない         | 小鹿りえ                      | 及川啓               | 小林浩輔             | 小林多加志                                                 | -                    | 2009年 6月23日       |                      |                      |                      |                      |                      |                      |                      |                      |                      |                      |                      |                      |                      |                      |                      |                      |                      |
| 3                     | やる気               | 小鹿りえ                      | 小林浩輔             | 小林浩輔             | 小島智加                                                   | -                    | 2009年 6月23日       |                      |                      |                      |                      |                      |                      |                      |                      |                      |                      |                      |                      |                      |                      |                      |                      |                      |
| 4                     | できること           | 小鹿りえ                      | 金崎貴臣             | 小林浩輔             | 渡辺るりこ                                                 | -                    | 2009年 6月23日       |                      |                      |                      |                      |                      |                      |                      |                      |                      |                      |                      |                      |                      |                      |                      |                      |                      |
| おまたせ（OAD第10巻） |                      |                               |                      |                      |                                                            |                      |                      |                      |                      |                      |                      |                      |                      |                      |                      |                      |                      |                      |                      |                      |                      |                      |                      |                      |
| -                     | 魔法の言葉           | 鴻野貴光                      | 川口敬一郎           | ふじいたかふみ       | 緒方浩美 川島尚 佐藤元昭                                   | 鈴木豪               | 2012年 10月5日       |                      |                      |                      |                      |                      |                      |                      |                      |                      |                      |                      |                      |                      |                      |                      |                      |                      |
| -                     | フンイキ             | 鴻野貴光                      | 川口敬一郎           | ふじいたかふみ       | 緒方浩美 川島尚 佐藤元昭                                   | 鈴木豪               | 2012年 10月5日       |                      |                      |                      |                      |                      |                      |                      |                      |                      |                      |                      |                      |                      |                      |                      |                      |                      |
| -                     | 気まぐれ             | 鴻野貴光                      | 川口敬一郎           | ふじいたかふみ       | 緒方浩美 川島尚 佐藤元昭                                   | 鈴木豪               | 2012年 10月5日       |                      |                      |                      |                      |                      |                      |                      |                      |                      |                      |                      |                      |                      |                      |                      |                      |                      |
| -                     | 暑いからね           | 鴻野貴光                      | 川口敬一郎           | ふじいたかふみ       | 緒方浩美 川島尚 佐藤元昭                                   | 鈴木豪               | 2012年 10月5日       |                      |                      |                      |                      |                      |                      |                      |                      |                      |                      |                      |                      |                      |                      |                      |                      |                      |
| -                     | どことなく           | 鴻野貴光                      | 川口敬一郎           | ふじいたかふみ       | 緒方浩美 川島尚 佐藤元昭                                   | 鈴木豪               | 2012年 10月5日       |                      |                      |                      |                      |                      |                      |                      |                      |                      |                      |                      |                      |                      |                      |                      |                      |                      |
| 夏やすみ（OAD第11巻） |                      |                               |                      |                      |                                                            |                      |                      |                      |                      |                      |                      |                      |                      |                      |                      |                      |                      |                      |                      |                      |                      |                      |                      |                      |
| 本編おまけ            | 夏やすみ決断した！   | 村上桃子 桜場コハル [ 注 30 ] | 川口敬一郎           | ふじいたかふみ       | 枡田邦彰 佐藤元昭 川島尚 高原修司 山本善哉 山村俊了 藤井結 | 山崎正和             | 2013年 8月6日        |                      |                      |                      |                      |                      |                      |                      |                      |                      |                      |                      |                      |                      |                      |                      |                      |                      |

### 放送局
| 放送地域       | 放送局         | 放送期間                       | 放送日時                              | 放送系列       | 備考             |
| 第1期          | 第1期          | 第1期                          | 第1期                                 | 第1期          | 第1期            |
| -------------- | -------------- | ------------------------------ | ------------------------------------- | -------------- | ---------------- |
| 関東広域圏     | テレビ東京     | 2007年10月8日 - 12月31日       | 月曜 1:30 - 2:00（日曜深夜）          | テレビ東京系列 |                  |
| 愛知県         | テレビ愛知     | 2007年10月9日 - 2008年1月5日   | 火曜 1:35 - 2:05（月曜深夜）          | テレビ東京系列 |                  |
| 福岡県         | TVQ九州放送    | 2007年10月9日 - 2008年1月1日   | 火曜 2:53 - 3:23（月曜深夜）          | テレビ東京系列 |                  |
| 大阪府         | テレビ大阪     | 2007年10月10日 - 2008年1月9日  | 水曜 3:10 - 3:40（火曜深夜）          | テレビ東京系列 |                  |
| 岡山県・香川県 | テレビせとうち | 2007年10月12日 - 2008年1月8日  | 金曜 1:58 - 2:28（木曜深夜）          | テレビ東京系列 |                  |
| 北海道         | テレビ北海道   | 2007年10月13日 - 2008年1月5日  | 土曜 2:00 - 2:30（金曜深夜）          | テレビ東京系列 |                  |
| 日本全域       | AT-X           | 2007年10月25日 - 2008年1月17日 | 木曜 11:30 - 12:00                    | CS放送         | リピート放送あり |
| 第2期          |                |                                |                                       |                |                  |
| 関東広域圏     | テレビ東京     | 2008年1月7日 - 3月31日         | 月曜 1:30 - 2:00（日曜深夜）          | テレビ東京系列 |                  |
| 愛知県         | テレビ愛知     | 2008年1月8日 - 4月1日          | 火曜 1:35 - 2:05（月曜深夜）          | テレビ東京系列 |                  |
| 福岡県         | TVQ九州放送    | 2008年1月8日 - 4月1日          | 火曜 2:53 - 3:23（月曜深夜）          | テレビ東京系列 |                  |
| 大阪府         | テレビ大阪     | 2008年1月9日 - 4月2日          | 水曜 3:10 - 3:40（火曜深夜）          | テレビ東京系列 |                  |
| 岡山県・香川県 | テレビせとうち | 2008年1月11日 - 4月4日         | 金曜 1:58 - 2:28（木曜深夜）          | テレビ東京系列 |                  |
| 北海道         | テレビ北海道   | 2008年1月12日 - 4月5日         | 土曜 2:00 - 2:30（金曜深夜）          | テレビ東京系列 |                  |
| 日本全域       | AT-X           | 2008年1月24日 - 4月17日        | 木曜 11:30 - 12:00                    | CS放送         | リピート放送あり |
| 第3期          |                |                                |                                       |                |                  |
| 関東広域圏     | テレビ東京     | 2009年1月5日 - 3月30日         | 月曜 1:30 - 2:00（日曜深夜）          | テレビ東京系列 |                  |
| 愛知県         | テレビ愛知     | 2009年1月6日 - 3月31日         | 火曜 1:28 - 1:58（月曜深夜）          | テレビ東京系列 |                  |
| 福岡県         | TVQ九州放送    | 2009年1月6日 - 3月31日         | 火曜 2:53 - 3:23（月曜深夜）          | テレビ東京系列 |                  |
| 大阪府         | テレビ大阪     | 2009年1月7日 - 4月1日          | 水曜 2:05 - 2:35（火曜深夜）          | テレビ東京系列 |                  |
| 岡山県・香川県 | テレビせとうち | 2009年1月9日 - 4月3日          | 金曜 1:58 - 2:28（木曜深夜）          | テレビ東京系列 |                  |
| 北海道         | テレビ北海道   | 2009年1月10日 - 4月4日         | 土曜 2:00 - 2:30（金曜深夜）          | テレビ東京系列 |                  |
| 日本全域       | AT-X           | 2009年1月26日 - 4月20日        | 月曜 10:30 - 11:00 月曜 09:30 - 10:00 | CS放送         | リピート放送あり |
| 第4期          |                |                                |                                       |                |                  |
| 東京都         | TOKYO MX       | 2013年1月6日 - 3月31日         | 日曜 1:00 - 1:30（土曜深夜）          | 独立局         |                  |
| 千葉県         | チバテレビ     | 2013年1月6日 - 3月31日         | 日曜 23:30 - 月曜 0:00                | 独立局         |                  |
| 神奈川県       | tvk            | 2013年1月6日 - 3月31日         | 日曜 23:30 - 月曜 0:00                | 独立局         |                  |
| 埼玉県         | テレ玉         | 2013年1月7日 - 4月1日          | 月曜 0:00 - 0:30（日曜深夜）          | 独立局         |                  |
| 愛知県         | テレビ愛知     | 2013年1月8日 - 4月2日          | 火曜 2:05 - 2:35（月曜深夜）          | テレビ東京系列 |                  |
| 近畿広域圏     | 毎日放送       | 2013年1月8日 - 4月2日          | 火曜 2:50 - 3:20（月曜深夜）          | TBS系列        |                  |
| 日本全域       | AT-X           | 2013年1月8日 - 4月2日          | 火曜 23:00 - 23:30                    | CS放送         | リピート放送あり |
| 北海道         | テレビ北海道   | 2013年1月9日 - 4月3日          | 水曜 2:05 - 2:35（火曜深夜）          | テレビ東京系列 |                  |
| 日本全域       | BS11           | 2013年1月11日 - 4月5日         | 金曜 23:00 - 23:30                    | BS放送         | 『ANIME+』枠     |

| テレビ東京 月曜 1:30 - 2:00（日曜深夜）       | テレビ東京 月曜 1:30 - 2:00（日曜深夜）                                                 | テレビ東京 月曜 1:30 - 2:00（日曜深夜） |
| 前番組                                        | 番組名                                                                                  | 次番組                                  |
| --------------------------------------------- | --------------------------------------------------------------------------------------- | --------------------------------------- |
| ヒロイック・エイジ （2007年4月2日 - 10月1日） | みなみけ （2007年10月8日 - 12月31日） ↓ みなみけ〜おかわり〜 （2008年1月7日 - 3月31日） | 隠の王 （2008年4月7日 - 9月29日）       |
| 今日の5の2 （2008年10月6日 - 12月29日）       | みなみけ おかえり （2009年1月5日 - 3月30日）                                            | 夏のあらし! （2009年4月6日 - 6月29日）  |

### 先生と二宮くん
元々原作『みなみけ』第12話に3コマだけ登場したものが、テレビアニメ第1期『みなみけ』で異様な広がりを見せた劇中劇。ゴールデンタイムのテレビドラマという設定で、学校教師の「先生」とその教え子の女生徒「二宮くん」の恋愛模様を描いている。最終回の10時間スペシャルではハッピーエンドを迎えた。テレビアニメ第4期『みなみけ ただいま』では二宮くんのライバルキャラの女生徒「三宮くん」が登場している。
女生徒の名前が「二宮」であり、死亡フラグが立ちまくることから、1993年に放送されたテレビドラマ『高校教師』のパロディであることが窺える。『みなみけのみなきけ』のコーナーである「みなきけから皆書け、そして皆読め」でもテーマとして取り上げられ、声優や視聴者により独自に展開を続けていた。OAD『今日の5の2 宝箱』でも劇中劇で登場している。
また、アニメ版の劇中には以下のような『先生と二宮くん』関連の作品群も登場する。いずれも二宮くんの不死身ぶりがネタになっている。
Play Game4 先生と二宮くん The Battle of Love
カナがケイコから借りてきた新作ゲームソフト。ドラマ『先生と二宮くん』のキャラクターを流用した各種サブゲームが積め込まれている。二宮くんをモチーフにしたゲームキャラクターが死ぬたびにバッドエンドとなるがゲームは続行できる様子で、場面が切り替わると何事も無かったかのように二宮くんが復活している。
奇跡のマジックショー 不死身の二宮くん
原作第48話に登場したテレビのマジックショーはアニメでは二宮くんが箱に入り、先生が剣を刺していく番組だった。ドラマ本編との関連は不明。

### インターネットラジオ
『みなみけのみなきけ』は2007年9月28日から2008年7月31日まで配信されていたインターネットラジオ番組。なお、2009年1月9日から2009年9月30日までは同じくインターネットで『みなきけ おかえり』が配信されていた。また、2012年10月から12月まで『みなみけのみなきけ おさらい』、2013年1月から3月まで『みなみけのみなきけ ただいま』も配信されており、こちらはインターネットだけではなく、一部地域においてラジオ電波を使って放送もされている。いずれの番組も、パーソナリティは、ハルカ役の佐藤利奈、カナ役の井上麻里奈、チアキ役の茅原実里が担当している。

### イベント
みなみけ!5の2!歌祭りだょ!放課後大爆発!!
2009年2月1日、『みなみけ おかえり』と『今日の5の2』の合同ライブとして横浜BLITZにて開催された。2009年4月22日にはライブを収録したDVDが発売された。
出演者は、『みなみけ』シリーズから佐藤利奈、井上麻里奈、茅原実里、森永理科、柿原徹也、小野大輔（VTR出演）、『今日の5の2』からFriends。
『みなみけ』10周年記念まつり 〜3大姉妹ハマの大決戦〜
2015年1月25日、『みなみけ』連載10周年記念として神奈川県民ホールにて開催された。
出演者は、佐藤利奈、井上麻里奈、茅原実里、森永理科、後藤沙緒里、高梁碧、高木礼子、小野涼子、小野大輔（VTR出演）。

### 映像ソフト
『みなみけ』、『みなみけ〜おかわり〜』、『みなみけ おかえり』共にDVDの初回盤にはミニドラマCDが付いている。内容は各話のエピソードを埋める形であり、それぞれ「○.5話」としている。なお、『みなみけ ただいま』では期間限定版が廃される一方、DVDだけではなくBlu-ray Discでの販売もされている。以下のリストでは特に断りがない限りメディアは全てDVDだが、混乱を避けるため、Blu-rayも販売される場合に限り、DVDであることの断りを入れてある。
| 巻数                 | 発売日        | 収録内容        | 規格品番                                      |
| -------------------- | ------------- | --------------- | --------------------------------------------- |
| みなみけ 1           | 2008年1月9日  | 第1話 - 第3話   | KIBA-91492（期間限定版） KIBA-1492（通常版）  |
| みなみけ 2           | 2008年2月6日  | 第4話 - 第6話   | KIBA-91493（期間限定版） KIBA-1493（通常版）  |
| みなみけ 3           | 2008年3月12日 | 第7話 - 第9話   | KIBA-91494（期間限定版） KIBA-1494（通常版）  |
| みなみけ 4           | 2008年4月9日  | 第10話 - 第13話 | KIBA-91495（期間限定版） KIBA-1495（通常版）  |
| みなみけ Blu-ray BOX | 2013年1月9日  | 全13話          | KIXA-90268 〜 90271 （Blu-ray完全限定生産版） |

| 巻数                             | 発売日       | 収録内容        | 規格品番                                      |
| -------------------------------- | ------------ | --------------- | --------------------------------------------- |
| みなみけ〜おかわり〜 1           | 2008年5月9日 | 第1話 - 第3話   | KIBA-91496（期間限定版） KIBA-1496（通常版）  |
| みなみけ〜おかわり〜 2           | 2008年6月4日 | 第4話 - 第6話   | KIBA-91497（期間限定版） KIBA-1497（通常版）  |
| みなみけ〜おかわり〜 3           | 2008年7月9日 | 第7話 - 第9話   | KIBA-91498（期間限定版） KIBA-1498（通常版）  |
| みなみけ〜おかわり〜 4           | 2008年8月6日 | 第10話 - 第13話 | KIBA-91499（期間限定版） KIBA-1499（通常版）  |
| みなみけ〜おかわり〜 Blu-ray BOX | 2013年5月8日 | 全13話          | KIXA-90286 〜 90289 （Blu-ray完全限定生産版） |

| 巻数                          | 発売日        | 収録内容        | 規格品番                                      |
| ----------------------------- | ------------- | --------------- | --------------------------------------------- |
| みなみけ おかえり 1           | 2009年4月8日  | 第1話 - 第3話   | KIBA-91659（初回限定版） KIBA-1659（通常版）  |
| みなみけ おかえり 2           | 2009年5月13日 | 第4話 - 第6話   | KIBA-91660（初回限定版） KIBA-1660（通常版）  |
| みなみけ おかえり 3           | 2009年6月10日 | 第7話 - 第9話   | KIBA-91661（初回限定版） KIBA-1661（通常版）  |
| みなみけ おかえり 4           | 2009年7月8日  | 第10話 - 第13話 | KIBA-91662（初回限定版） KIBA-1662（通常版）  |
| みなみけ おかえり Blu-ray BOX | 2013年9月4日  | 全13話          | KIXA-90334 〜 90337 （Blu-ray完全限定生産版） |

| 巻数                          | 発売日        | 収録内容        | 規格品番                                  |
| ----------------------------- | ------------- | --------------- | ----------------------------------------- |
| みなみけ ただいま 1           | 2013年3月27日 | 第1話 - 第3話   | KIXA-277（Blu-ray） KIBA-2010（DVD）      |
| みなみけ ただいま 2           | 2013年4月24日 | 第4話 - 第6話   | KIXA-278（Blu-ray） KIBA-2011（DVD）      |
| みなみけ ただいま 3           | 2013年5月22日 | 第7話 - 第9話   | KIXA-279（Blu-ray） KIBA-2012（DVD）      |
| みなみけ ただいま 4           | 2013年6月26日 | 第10話 - 第13話 | KIXA-280（Blu-ray） KIBA-2013（DVD）      |
| みなみけ ただいま Blu-ray BOX | 2017年11月1日 | 全13話          | KIZX-90319 〜 90324 （Blu-ray初回限定版） |

| 巻数                                    | 発売日        | 収録内容   | 規格品番   |
| --------------------------------------- | ------------- | ---------- | ---------- |
| みなみけ!5の2!歌祭りだょ!放課後大爆発!! | 2009年4月22日 | ライブ本編 | KIBM-213/4 |

### 関連CD
みなみけ ドラマCD（2008年1月23日発売）
ジャケットイラストは越智信次の描き下ろし。アニメ1クール目のシリーズ構成を担当したあおしまたかし脚本による短編ドラマが10話収録されている。脚本は全てオリジナルではあるものの原作に忠実で、設定自体を改変するようなエピソードは含まれていない。
カナとアキラ、保坂とナツキの親交が深く、逆に藤岡とトウマの接点が無いところを見ると、時系列的には1クール終了後（原作では第3巻あたりまで）の延長上と見られる。
アニメと異なる点は冒頭のチアキのナレーションやアイキャッチが無い。タケル、ケイコ、リコ、ユウ、ヒロコ、シュウイチは未登場。『先生と二宮くん』に関しては全く触れられていない。などである。
キャラクターソングアルバム『みなみけ びより』（2008年4月23日発売）
ジャケットイラストは『みなみけ』と『みなみけ〜おかわり〜』の描き下ろしダブルジャケット仕様。
みなみけ〜おかわり〜 ドラマCD（2008年5月14日）
『おかわり』スタッフによるオリジナルシナリオ。脚本は前作とは異なり、ひとつのシナリオで構成されている。3姉妹とトウマ、マコちゃん、内田、吉野、タケルが登場。
キャラクターイメージミニアルバム『春夏秋登場!!』（2008年12月17日発売）
『おかえり』仕様のミニアルバム。ハルカ・カナ・チアキの曲と3人一緒の曲をそれぞれ1曲ずつ収録。
ハルカが春、カナが夏、チアキが秋というようにそれぞれの名前の季節の歌を歌い冬の曲を3人で歌うという趣向になっている。
みなみけ おかえりドラマCD（2009年4月22日発売）
ほぼ全員が出演（タケルとヒトミのみ出演しなかった）。『みなみけドラマCD』と同様に短編ドラマが9話収録されている。
みなみけ きゃらくたーそんぐべすとあるばむ（2009年7月23日発売）
ベストアルバム。これまでのオープニングテーマやエンディングテーマ、キャラクターソングや『おかえり』で登場した「カレーのうた」などを収録。
みなみけ ドラマ CD（2011年3月4日発売『みなみけ 8巻』限定版に付属）
第8巻掲載の4編を元にしたドラマと、オリジナル2話、経験値上昇中☆Re-Mix2011が収録されている。
みなみけ ドラマ CD・キャラクターソングCD（2011年11月4日発売『みなみけ 9巻』限定版に付属）
第9巻掲載のエピソードを元にしたドラマ6話を収録したCDと、『レッツ お野菜』『ノンストップ☆ピース』を収録したCDの2枚組。
みなみけ ただいまドラマCD（第1巻：2013年3月27日発売、第2巻：2013年5月22日発売）
『ただいま』にてシリーズ構成を務めた鴻野貴光脚本によるオリジナルストーリーを7話（第1巻）と6話（第2巻）収録。